# Kizir
Kizir (rusky Кизир) je řeka v Krasnojarském kraji v Rusku. Je 300 km dlouhá. Povodí má rozlohu 9170 km².

## Průběh toku
Pramení na horském hřbetě Kryžina v pohoří Východní Sajan. Na horním tok teče v úzké dolině a překonává četné peřeje. Na dolním toku se větví na ramena. Ústí zprava do Kazyru, jež je zdrojnicí Tuby v povodí Jeniseje.

## Vodní stav
Průměrný roční průtok vody u vesnice Imisskoje činí přibližně 251 m³/s. Zamrzá v listopadu, kdy po řece plují kry, a rozmrzá na konci dubna.

## Využití
Řeka je splavná na středním a dolním toku.